# Воображаемое (Сартр)
«Воображаемое. Феноменологическая психология воображения» (фр. L’Imaginaire: Psychologie phénoménologique de l’imagination) — труд французского философа Жан-Поля Сартра, впервые опубликованный в 1940 году на французском языке, позже в 1948 году на английском. В данной работе философ излагает своё видение такого феномена, как воображение, а также исследует через этот феномен психологию человеческого мышления.

## Содержание
Данное произведение Сартр написал в период, когда находился под большим влиянием феноменологической философской школы и ещё не сформулировал основные принципы экзистенциализма, одним из основателей которого он впоследствии стал. Многие идеи, изложенные в «Воображаемом», восходят к философии Эдмунда Гуссерля, основателя феноменологии. Основным методом исследования в работе является интроспективное наблюдение за работой собственного сознания. Согласно феноменологической традиции, саморефлексия — единственный способ познания природы сознания.
На русском языке книга была издана в 2001 году с предисловием Я. А. Слинина.

## Образ и сознание
В «Воображаемом» Сартр ставит перед собой задачу создания феноменологической теории воображения. Эта теория во многом перекликается с феноменологическим подходом к сознанию, разработанным Гуссерлем. Сартр принимает гуссерлевскую концепцию интенционального строения умственного восприятия и воображения, в основе которой лежит утверждение о интенциональности, то есть направленности на некоторый предмет, как о базовом свойстве человеческого сознания. И по Гуссерлю, и по Сартру, объекты, даваемые сознанию в чувственном опыте и в воображении, не делятся на два отдельных класса, так как сознание есть единая целостная объектная область, в которую объекты проникают через посредство разных интуиций: чувственного восприятия и воображения. Сартр в своей работе отмечает, что «выражение „ментальный образ“ способствует путанице. Лучше было бы говорить о „сознании Пьера-в-образе“ или об „образном сознании Пьера“». Через воображение, как и через чувственное восприятие, сознание может быть направлено на объект и непосредственно (посмотреть на стул или вообразить стул), и опосредованно (посмотреть на фотографию стула или вообразить фотографию стула). Таким образом, Сартр приходит к утверждению, что обе интуиции (чувственное восприятие и воображение) подобны друг другу в том, что они могут «давать индивидуальные интенциональные объекты и непосредственно, и опосредованно».

## Образное сознание и его объект как некое небытие
Сартр выделяет четыре характеристики воображения:
1. Образ — это форма сознания.
2. Воображение представляет собой феномен квазинаблюдения.
3. Образное сознание полагает свой объект как небытие.
4. Воображение обладает спонтанностью[4].

Особое внимание привлекает третья из указанных характеристик. За данной выше формулировкой кроется утверждение о том, что «воображаемый объект — это такой объект, которого нет здесь и сейчас». Именно в этой характеристике отражено важное отличие воображения от чувственного восприятия, ведь при втором мы наблюдаем реальный объект в данный момент и в данном месте. Воображение, напротив, даёт только такие объекты, которых нет в данное время в данном месте, и именно неприсутствие объекта, по мнению Сартра, является обязательным условием для того, чтобы объект мог быть дан именно воображением. В своем тексте Я. А. Слинин выражает мнение, согласно которому воспоминание, антиципация (предвосхищение) и чистая фантазия «суть лишь разновидности воображения».
Вторая данная Сартром характеристика, а именно феномен квази-наблюдения, является указанием на то, что наблюдая объект при помощи интуиции, как чувственное восприятие, мы можем каждую секунду находить в нём что-то новое. Объект же, представленный через такую интуицию, как воображение, не содержит в себе ничего большего, чем «имеющееся сознание о нём». Потому, как долго ни вглядывайся в объект, данный воображением мысленным взором, наблюдения не достигнуть. Доступно в этом случае только квазинаблюдение.
Рассматривая последнюю характеристику воображения — «спонтанность» — Я. А. Слинин отмечает, что, на его взгляд, она применима к продуктивному (творческому) воображению, но не особо применима к репродуктивному

## Галлюцинация и сновидение
В заключительных разделах работы Сартр анализирует галлюцинации и сновидения, рассматривая их как продукты воображения.
Галлюцинации Сартр классифицирует как патологическое воображение, что отражено в названии соответствующего раздела — «Патология воображения». Однако Я. А. Слинин не согласен с этой точкой зрения, считая галлюцинации патологией чувственного восприятия, а не воображения. По его мнению, для галлюцинирующего человека переживаемый опыт кажется реальным, а объекты воспринимаются как присутствующие здесь и сейчас, что противоречит одной из ключевых характеристик воображения, предложенных Сартром.
При рассмотрении сновидений Сартр также акцентирует внимание на феномене воображения, рассматривая сновидения как исключительно продукт воображения. Французский философ отмечает, что «сновидение представляет собой целый мир. По правде говоря, миров существует столько, сколько сновидений, или даже фаз одного сновидения». Сартр подчёркивает, что «сновидение представляет собой совершенное воплощение замкнутой сферы воображаемого». Философ отмечает, что подобные переживания могут возникать и у бодрствующего человека, например, при глубоком погружении в литературный текст, однако после выхода из этого состояния человек осознаёт ирреальность пережитого.